# عديم الجفن
عديم الجفن أو سقنقور ثعباني العين (الاسم العلمي: Ablepharus)، جنس سحالي من السقنقورية. يشير كل من أسمها العلمي والعامي إلى حقيقة جفونها المندمجة في كبسولة شفافة. كما هو الحال في الثعابين، فهي بالتالي غير قادرة على الوميض. إنها سحالي صغيرة وتفضل العيش في فضلات الأوراق في الحقول الجافة والتلال. قوتها الحشرات الصغيرة وغيرها من الرخويات الصغيرة.